# IC 2206
IC 2206 је двојна звијезда у сазвјежђу Крма која се налази на листи објеката дубоког неба у Индекс каталогу.
Деклинација објекта је - 34° 22' 11" а ректасцензија 7h 45m 46,1s. IC 2206 је још познат и под ознакама 2nd * 55"" , 11 mag.